# Иели
Иели (груз. იელი) — село в Грузии, на территории Местийского муниципалитета края (мхаре) Самегрело-Верхняя Сванетия.

## География
Село находится в северо-западной части Грузии, на правом берегу реки Ингури, на расстоянии приблизительно 4 километров (по прямой) к юго-востоку от посёлка городского типа Местиа, административного центра муниципалитета. Абсолютная высота — 1725 метров над уровнем моря.

## Население
По результатам официальной переписи населения 2014 года в Иели проживало 44 человека (22 мужчины и 22 женщины). В национальной структуре населения грузины составляли 97,7 %.
| Год  | Население, человек |
| ---- | ------------------ |
| 2002 | 84                 |
| 2014 | ↘ 44               |